# 王奇 (1963年)
王奇（1963年5月—），現任清華大學歷史系长聘教授，北京大學國際關係學士、聖彼得堡國立大學歷史學博士。1995年开始在清华大学人文学院、中俄文化研究与交流中心任教。因在《中俄國界東段學術史研究：中國、俄國、西方學者視野中的中俄國界東段問題》一書第三章中，出现將Chiang Kai-shek（蔣介石）翻譯成「常凱申」，John King Fairbank（費正清）翻譯成「費爾班德」等誤譯而成為網路名人，并引发对大学教授学术素养的讨论。